# گچسر

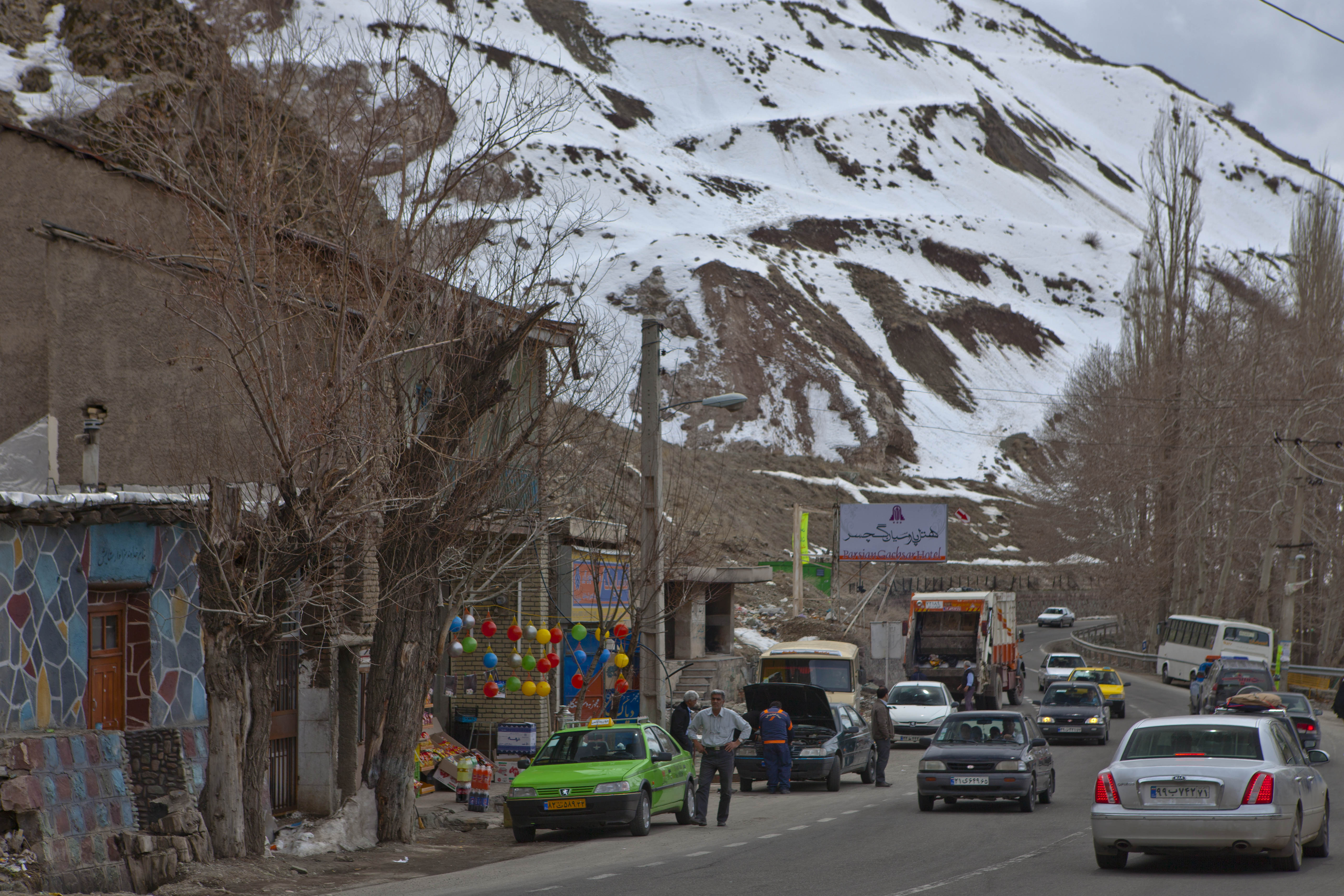
روستای گچسر که جاده جالوس (جاده ۵۹ ایران) از کنار آن می‌گذرد

گچسر نام روستایی در آسارا واقع در شهرستان کرج و در مسیر جاده چالوس است. این روستا در ۶۵ کیلومتری شمال شرقی کرج واقع شده است. ارتفاع این روستا از سطح دریا ۲۲۳۰ متر است. آب و هوای گچسر در زمستان سرد و پربرف و در تابستان مطبوع و دلپذیر است. باغ لاله‌های گچسر در این روستا قرار دارد.
گویش گچسری از لحاظ نحوی فارسی است و واژگان آن مازندرانی ساده بوده و صرف افعال آن مختلط است، در حالت ماضی غالبا مازندرانی است.

## پیشینه
کوره‌های گچ‌پزی: در فاصله ۳ کیلومتری از جنوب گچسر کوره‌های گچ‌پزی قرار دارند که قدمت‌شان به دوره قاجار بازمی‌گردد. این کوره‌ها در آن زمان با هیزم تا ‎۷۰۰ درجه سانتی‌گراد گرم می‌شده‌اند و دارای یک تنه استوانه‌ای هستند که سنگ‌های گچ آن قرار می‌گرفته است. به سبب معادن گچ نام گچسر را بر این روستا نهاده‌اند و همچنان بقایای کوره‌های گچ‌پزی مشاهده می شود.
آهنین‌راه و پل سنگی گچسر: در دو کیلومتری گچسر به سمت تونل کندوان، قدمت پل سنگی به دوره ایلخانی باز می‌گردد و نشانه‌هایی از مرمت در دوره صفویه دارد. چون راه این پل با ابزار آهنی چون دیلم و کلنگ ساخته شده و یا به دلیل استحکام زیاد پل و شباهت رنگ صخره‌ها به آهن، نام آهنین‌راه را برای آن انتخاب کرده‌اند.
کاخ رضاشاهی گچسر: کاخ رضاشاه، بنایی متعلق به دوره پهلوی اول است که همزمان با عملیات ساخت تونل کندوان جهت نظارت و اقامت رضاشاه ساخته شد. 

## جغرافیا
غار یخ مراد کهنه ده: سرمای درون غار به حدی‌ست که تا خرداد ماه هم می‌توان قندیل‌ها را دید. در فصل بهار به دلیل رویش گیاهان معطر و مناظر زیبا، این غار پذیرای گردشگران بسیاری می‌شود.
چشمه وله: در جنوب غربی گچسر و شمال غربی روستای وله است که آب سرد آن از گروه آب‌های گوگردی است و برای درمان بیماری‌های مجاری تنفسی و روماتیسم توصیه می‌شود.
رودخانه گچسر: از میان روستا عبور می کند. 
باغ لاله‌های گچسر: این باغ در سال ۱۳۶۰ افتتاح شد. مجموعه‌ای یک هکتاری‌ با گونه‌های مختلفی از لاله‌ها است. بازدید از اواسط اردیبهشت به مدت دو هفته برقرار است.
معماری
این منطقه کوهستانی سرشار از مناطق تاریخی و طبیعی سرسبز می باشد که سبب شده قدمت آن به دوره صفوی منسوب شود. خانه های این روستا به صورتی متمرکز در بافت کوهستانی و کوچه های پلکانی، پر پیچ و خم و با شیبی تند، در این منطقه استقرار یافته‌اند. گفته می‌شود.